# 14 Pułk Piechoty (Księstwo Warszawskie)
14 Pułk Piechoty – oddział piechoty Armii Księstwa Warszawskiego.

## Formowanie i zmiany organizacyjne
Latem 1809 roku, podczas wojny polsko-austriackiej, sformowano sześć nowych pułków piechoty. By nie zadrażniać stosunków z Rosją, nadano im nazwę „galicyjsko-francuskich”. 14 pułk piechoty sformowany został kosztem departamentów łomżyńskiego i płockiego. Do 28 grudnia 1809 nosił nazwę 2 pułku piechoty galicyjsko-francuskiej. Pod koniec 1809 roku pułk liczył 2852 żołnierzy. Po wojnie polsko austriackiej stacjonował w Płocku. Według etatu z 1810 roku, pułk składał się ze 27 osobowego sztabu i trzech batalionów piechoty po 6 kompanii. Sztaby batalionów liczyć miały 4 osoby, a kompanie 136 żołnierzy. W sumie w pułku powinno służyć 2487 żołnierzy. Faktycznie stan osobowy oddziału był nieco mniejszy.
Zgodnie z zarządzeniem Napoleona z 17 maja 1811 roku, na terenie Księstwa Warszawskiego utworzono trzy dywizje. Pułk wszedł w skład 2 Dywizji.
W czasie przygotowań do inwazji na Rosje 1812 roku pułk włączony został w strukturę 17 Dywizji Jana Henryka Dąbrowskiego z V Korpusu Wielkiej Armii ks. Józefa Poniatowskiego.
Odtworzony, po przegranej kampanii rosyjskiej, w Kaliszu wszedł w skład Dywizji Jana Henryka Dąbrowskiego. 14 lutego 1813 roku, pod komendą płk. Cypriana Zdzitowieckiego przekroczył granice kraju i udał się do Niemiec.
Pod Lipskiem bataliony 14 pp zostały niemal doszczętnie rozbite.
Po abdykacji Napoleona, car Aleksander I wyraził zgodę na odesłanie oddziałów polskich do kraju. Miały one stanowić bazę do tworzenia Wojska Polskiego pod dowództwem wielkiego księcia Konstantego. 13 czerwca 1814 roku pułkowi wyznaczono miejsce koncentracji w Kaliszu.
Pułk nie został jednak odtworzony, bowiem etat armii Królestwa Polskiego przewidywał tylko 12 pułków piechoty. Nowe pułki piechoty sformowano dopiero po wybuchu powstania listopadowego. Rozkaz dyktatora gen. Józefa Chłopickiego z 10 stycznia 1831 roku nakładał obowiązek ich organizowania na władze wojewódzkie. W województwie kaliskim tworzony był 2 Pułk Województwa Kaliskiego przemianowany później na 14 pułk piechoty liniowej.

## Dowódcy pułku
Pułkiem dowodzili:
- płk Euzebiusz Siemianowski (25 kwietnia 1809),
- płk Cyprian Zdzitowiecki (18 stycznia 1813),
- płk Feliks Grotowski.

## Walki pułku
Pułk brał udział w walkach w okresie wojny polsko austriackiej, inwazji na Rosję 1812 roku i kampanii 1813 roku.
W 1812 pułk walczył na trasie od Grodna aż pod Borodino. Brał także w walkach toczonych podczas odwrotu armii francuskiej ku Berezynie. Straty poniesione w czasie kampanii 1812 roku były tak duże, ze pułk musiał być praktycznie na nowo odtworzony.
We wrześniu 1813 roku pułk walczył w ramach Korpusu Obserwacyjnego pod Jüterbog i Dennewitz. Pod Lipskiem bataliony 14 pp, dowodzone przez ks. Józefa Poniatowskiego, walczyły w straży tylnej armii napoleońskiej i zostały niemal doszczętnie rozbite.
Bitwy i potyczki:
- Kępy: Ośnicka (1809), Tokarska i Zawadzka,
- Góra (30 i 31 maja 1809),
- Jankowice (11 czerwca 1809),
- Borysów i Usza (21 listopada 1812),
- nad Berezyną (28 listopada 1812),
- Düben (16 października 1813) i pod
- Lipsk (18 i 19 października 1813).

## Mundur
Przepis ubiorczy z 3 września 1810 roku nie doprowadził jednak do całkowitego ujednolicenia munduru piechoty. Niektóre pułki dość znacznie różniły się od ustaleń regulaminowych.
W 14 pułku piechoty tamburmajor posiadał kapelusz ze złotymi galonami i trójkolorowym piórem, frak pąsowy, kołnierz granatowy; wyłogi białą obszyte złotym galonem; bandolier z taśmy złotej.